# Confederación de Pueblos Indígenas de Bolivia
La Confederación de pueblos Indígenas Del Oriente Boliviano (CIDOB) es una de las organizaciones que conforman el movimiento indígena de Bolivia. ha impulsado la lucha por los derechos delos pueblos y naciones indígenas en Bolivia a través de acciones como la Primera Gran Marcha Indígena por el Territorio y la Dignidad en 1990.

## Historia

La bandera de la flor de Patujú, creada en 2009, fue popularizada por Adolfo Chávez Beyuma, líder de la CIDOB durante las protestas del TIPNIS de 2011 en representación del oriente boliviano

Fue fundada en octubre de 1982 en la ciudad de Santa Cruz de la Sierra con la participación de representantes de cuatro pueblos indígenas del oriente boliviano: izoceños, chiquitanos, ayoreos y guarayos. Actualmente, la CIDOB representa a 34 pueblos de las Tierras Bajas de Bolivia, pertenecientes a siete de los nueve departamentos del país: Santa Cruz, Beni, Pando, Tarija, Chuquisaca, Cochabamba y La Paz. Su misión es "defender sus derechos, a través de la representación ante instancias públicas y privadas, y el fortalecimiento de sus organizaciones representativas, en la búsqueda de su efectiva incorporación y participación en decisiones políticas, sociales, económicas y culturales del país".

## Instituciones miembro
Central de Pueblos Indígenas del Beni - CPIB; Central Indígena de la Región Amazónica de Bolivia - CIRABO; Central de Pueblos Étnicos de Santa Cruz - CPESC; Asamblea del Pueblo Guaraní - APG; Organización de Capitanías Weenhayek y Tapieté - ORCAWETA; Central de Pueblos Indígenas de La Paz - CPILAP; Central de Pueblos Indígenas del Trópico de Cochabamba - CPITCO; Central Indígena de Pueblos Originarios de la Amazonia de Pando - CIPOAP; Central de Mujeres Indígenas del Beni - CMIB; Central de Pueblos Étnicos Mojeños del Beni - CPEMB; Central de Organizaciones de Pueblos Nativos Guarayos - COPNAG; el Gran Consejo Tsimane - GCT; Organización Indígena Chiquitana - OICH.